# 朱延慶
朱延慶（？—1650年）， 奉天人。屬漢軍鑲藍旗。清朝政治人物。
順治二年，擔任兩淮鹽法道。次年改浙江布政使司參政、按察使司副使、分巡嘉湖道。順治五年，擔任江西巡撫、都察院右僉都御史。順治七年，升任右副都御史。